# Ansichtshalber
Ansichtshalber ist das sechste Album des Sängers und Liedermachers Dominik Plangger aus dem Jahre 2022.

## Inhalt
Das Spektrum des Albums, das per Crowdfunding zustande kam, reicht von politischen Liedern bis zu Liebesliedern. Acht Lieder schrieb Plangger selbst, teils gemeinsam mit seiner Frau Claudia Fenzl. Hinzu kommen eine Bearbeitung sowie zwei Lieder von anderen Liedermachern.
Deine Generation war am 6. Mai 2022 die erste Singleauskopplung des Albums. Der Song im Duett mit Cynthia Nickschas ist klagt an, gibt aber auch Hoffnung. Das Dorf ist eine kritische Abrechnung unter anderem mit Kirche, Patriarchat und Nationalismus. Das Liebeslied I ghear zu dir (Ich gehöre zu dir) singt Plangger auf Tirolerisch. Mit Namenlose gibt er den Geflüchteten einen Namen. Das Lied ist eine Bearbeitung von Deportee (Plane Wreck at Los Gatos) von Woody Guthrie (Melodie: Martin Hoffman), das Plangger bereits 2020 als digitale Single veröffentlicht hatte.
Mit Anna Unterberger, die bereits in der Verfilmung Gundermann mitspielte, singt er Linda von Gerhard Gundermann. Das Album endet mit Liebeslied im alten Stil von Konstantin Wecker. Plangger singt es im Duett mit Cynthia Nickschas, mit der er schon 2010 das Lied in einem Video veröffentlicht hatte.

## Titelliste
| Nr. | Titel                                       | feat.             | Komponist          | Texter                  | Länge |
| --- | ------------------------------------------- | ----------------- | ------------------ | ----------------------- | ----- |
| 1   | Deine Generation                            | Cynthia Nickschas | Plangger           | Plangger, Claudia Fenzl | 3:03  |
| 2   | Unerschütterlich                            |                   | Plangger           | Plangger                | 3:39  |
| 3   | Bergsommer                                  |                   | Plangger           | Plangger                | 3:26  |
| 4   | Das Dorf                                    |                   | Plangger           | Plangger, Claudia Fenzl | 4:34  |
| 5   | I ghear zu dir                              |                   | Plangger           | Plangger                | 4:04  |
| 6   | Wenn der Himmel wieder lacht                |                   | Pangger            | Pangger                 | 3:43  |
| 7   | Namenlose                                   |                   | Martin Hoffman     | Plangger                | 3:47  |
| 8   | Linda                                       | Anna Unterberger  | Gerhard Gundermann | Gerhard Gundermann      | 3:43  |
| 9   | Wo soll ich mich heute niederlegen          | Claudia Fenzl     | Plangger           | Plangger                | 3:57  |
| 10  | Was nützt uns dieser Kampf (Verhärte nicht) |                   | Plangger           | Plangger                | 3:37  |
| 11  | Liebeslied im alten Stil                    | Cynthia Nickschas | Konstantin Wecker  | Konstantin Wecker       | 3:30  |